# Michael Kleeberg

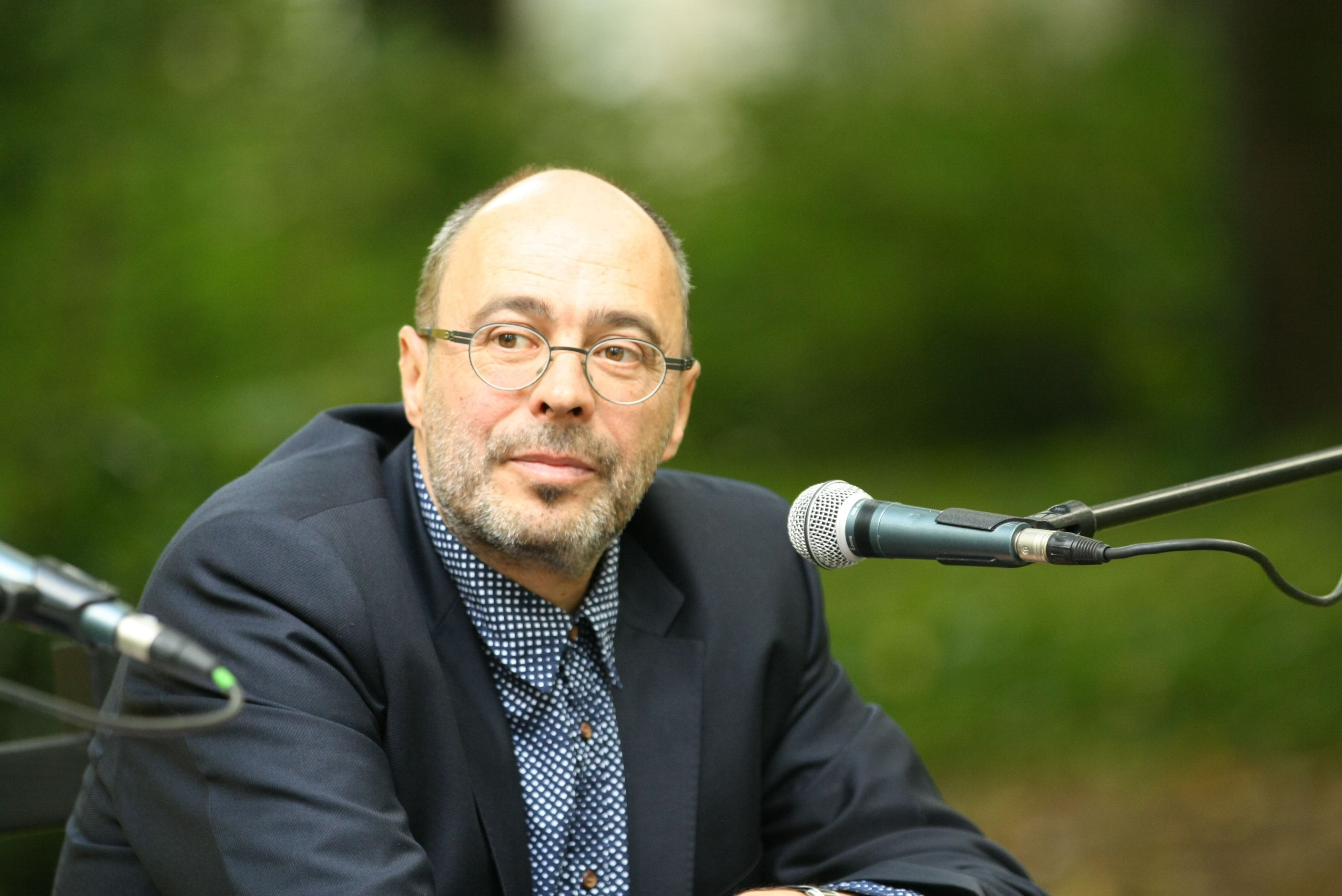
Michael Kleeberg stellt auf dem Erlanger Poetenfest 2014 seinen Roman Vaterjahre vor

Michael Kleeberg (* 24. August 1959 in Stuttgart) ist ein deutscher Schriftsteller, Essayist und literarischer Übersetzer. Er wurde mit mehreren Preisen ausgezeichnet.

## Leben und Wirken
Michael Kleeberg verbrachte seine Jugend in Friedrichshafen, Bitz, Böblingen und Hamburg. Er studierte Politologie und Geschichte an der Universität Hamburg sowie Visuelle Kommunikation an der HbK Hamburg. Zwischen 1978 und 1984 versah er Arbeiten u. a. als Schauermann im Hamburger Hafen, als Pflegehelfer im Hafenkrankenhaus St. Pauli, als Journalist für Cinema, Rallye Racing und den NDR.
1983 lebte er in Rom, 1984 in Berlin-Kreuzberg, 1985/1986 in Amsterdam. 1986 zog er nach Paris, wo er neben der schriftstellerischen Arbeit bis 1994 Mitinhaber der deutsch-französischen Werbeagentur MPI war. Von 1996 bis 2000 lebte er als freier Schriftsteller in Burgund, seitdem in Berlin.
Seit 2002, ausgehend vom Schriftstelleraustausch Westöstlicher Diwan, erfolgten seine  ausgedehnten Aufenthalte im Nahen Osten (Libanon, Syrien, Ägypten). Den Bezug stellt Kleeberg auch in seinem Buch Der Idiot des 21. Jahrhunderts: Ein Divan (2018) her. 2017 hatte er in dem Zusammenhang noch mit islamkritischen Äußerungen während seiner Frankfurter Poetikvorlesung für eine öffentliche Kontroverse gesorgt, in deren Folge die Geschäftsführerin der Vorlesungsreihe sich von Kleebergs Einlassungen distanzierte.
Sein Werk ist in folgende Sprachen übersetzt: Albanisch, Arabisch, Dänisch, Englisch, Französisch, Griechisch, Japanisch, Spanisch.
Michael Kleeberg war bis 2009 Mitglied im PEN-Zentrum Deutschland und trat wegen mangelnder Unterstützung der syrischen Demokratiebewegung aus.
Der ihm gewidmete Band von „Text und Kritik“ (Nr. 233, I/22) beschreibt ihn folgendermaßen:
„Michael Kleeberg ist weit über seine Generation hinaus einer der maßgeblichen Autoren der Gegenwartsliteratur. Eine Literatur, die sich nicht in privaten Befindlichkeiten ergeht, sondern historisch wie international übergreifende Zusammenhange unserer Gegenwart in den Blick nimmt. Seine zahlreichen Erzählungen, Essays und Romane zeigen ihn in einem weiten Spektrum als einen ebenso formbewussten wie streitbaren Autor, dessen Werk in Traditionen modernen Erzahlens wie bei Thomas Mann oder Marcel Proust gründet und sich dabei mit den aktuellen Herausforderungen des Lebens in gegenwärtiger Gesellschaft auseinandersetzt. Insbesondere seine großen Romane sind die eines genuinen Erzählers, eines von tiefer Empathie geleiteten“Verhaltensforschers am modernen Menschen„(Michael Braun). Sein Karlmann-Zyklus liefert, so Burkhard Müller in der 'Süddeutschen Zeitung',“nicht weniger als eine physiognomische Geschichte der Bundesrepublik, psychisch, geistig und sozial, von den frühen Achtzigern bis in die Gegenwart„. Sein“Idiot des 21. Jahrhunderts „erweist Kleeberg einmal mehr als einen tief in der Weltliteratur gründenden, ebenso besorgten wie hellwachen Zeitgenossen.“
Und in seiner Laudatio zum Literaturpreis der Konrad-Adenauer-Stiftung schreibt Jürgen Flimm: ""Alles von ihm ist so nah bei uns und ziemlich hiesig. Ein Zeitgenosse schreibt, ein Dichter unserer Zeitläufe, hic et nunc."

### Poetik
In Michael Kleeberg im Gespräch (2013) gibt Kleeberg erstmals ausführlich Auskunft über seine Poetik. Er erläutert und kommentiert in einem schriftlich geführten Dialog u. a. die eigene Leserbiografie, es geht um das Schreiben, um autobiografische Prägungen, Erfahrungen mit Büchern und dem Literaturbetrieb, um Strukturen des literarischen Marktes, auf die er als lange im Ausland Lebender einen besonderen Blick hat, literarische Orientierungspunkte, Herausforderungen, die sich bei der Konzeption seiner Romane ergeben. Er reflektiert über das Verhältnis von Literatur und Theorie, Philosophie und Geschichte. Er wird dabei sichtbar als dezidierter Vertreter und Verteidiger des Modells einer ästhetisch und ethisch ambitionierten und engagierten, überzeitlich relevanten Literatur: dargestellt und beurteilt und gerichtet und erträglich gemacht werde die Welt ausschließlich durch die Kunst.
Kleeberg widerspricht der Tendenz [...] der eifrigen Nivellierung von Kunst unter dem Vorwand einer Schleifung vermeintlich elitärer Bastionen als hochgefährlich und kontraproduktiv. Er entwirft so für sich ein Verständnis der Literatur, die erzählerische Avanciertheit mit humanistischer Pflicht zur Erkundung der condition humaine und der Darstellung der unaussprechlichen, scheinbar hoffnungslosen Tragik menschlicher Existenz verbindet.
Von der Kritik wurde u. a. hervorgehoben, es werde im Gespräch deutlich, dass Kleeberg seine Vorstellung von Literatur aus gründlichster Lektüre und Reflexion gewonnen habe sowie Michael Kleebergs Anmerkungen zur Kunst-Theodizee.

### Karlmann-Trilogie
Die Karlmann-Trilogie ist bisher das Hauptwerk Kleebergs, das im Laufe von 14 Jahren entstanden ist. Hier erzählt er die Lebensgeschichte von Karlmann („Charly“) Renn, einem Hamburger Volkswirt. Die drei Romane Karlmann (erschienen 2007), Vaterjahre (erschienen 2014) und Dämmerung (erschienen 2023), kombinieren Zeitgeschichte, sowie Privat- und Berufsleben des Protagonisten und gelten als „Meilensteine des deutschen Gegenwartsromans“. Burkhard Müller (Literaturkritiker) bezeichnete sie bereits 2014 in der Süddeutschen Zeitung als „nicht weniger als eine physiognomische Geschichte der Bundesrepublik, psychisch, geistig und sozial, von den frühen Achtzigern bis in die Gegenwart“.
Karlmann spielt in den Jahren 1985 bis 1989, Vaterjahre im Jahre 2001 und Dämmerung von 2019 bis 2022.
Die stilistische und erzähltechnische Besonderheit des „Karlmann-Zyklus“ liegt in der in der deutschen Literatur so zuvor nicht existenten Technik der Erzählung durch eine Instanz, die Kleeberg das „Erzählplasma“ genannt hat, und das „mal majestätisch wie das Thomas Mann’sche Wir daherkommt, mal die Leser einbezieht, mal seine Figur mit Du anspricht, mal von sich redet. Vor allem reichert es Karlmanns gelegentlich herausgefordertes, doch im Großen und Ganzen eher dahingelebtes Leben als Vater und vielfach Verantwortlicher mit dem uns möglichen Wissen aus Wissenschaft und Künsten an.“
In der Welt heißt es darüber: „Erzählplasma“ hat er genannt, was er dabei erfunden hat, eine Unfigur, eine Art literarischer Springteufel (Lord Voldemort fällt Kleeberg dabei ein und böse Glibberwesen aus „Terminator 3“), der – manchmal mitten im Satz – in Charly hinein- und hinausfährt, ihn beschreibt, anspricht, kommentiert oder ausschweift in die Kulturgeschichte, ausbricht in Essays über Beziehungen, Fotografie, Hirnforschung, Soziologie, Automobilästhetik usw. usf."
In seiner Laudatio zur Verleihung des Hölderlin-Preises an Kleeberg nimmt auch Dirk Knipphals Bezug auf diese Erzählform: „Aber es gibt durchaus einen zweiten Helden der Erzählung, das darf man nicht vergessen, es ist der Erzähler selbst oder vielmehr die anonym bleibende, sich gleichwohl immer wieder einmischende und kommentierende Erzählinstanz. Ein Erzähler ist das, der zu schönen, differenzierten, klugen, genauen, gelegentlich geradezu kostbaren Beschreibungen in der Lage ist. Als Leser schaut man ihm manchmal wie bei artistischen Kunststücken zu, dann lässt man sich wieder einfangen durch seine Klugheit.“
Die Germanistik hat sich der Karlmann-Zyklus im In- und Ausland in Lehre und Forschung wiederholt angenommen. Für Karlmann erhielt Kleeberg 2008 den Preis „Mainzer Stadtschreiber“, für Vaterjahre 2015 den „Friedrich-Hölderlin-Preis“.

## Werke
- Böblinger Brezeln. München 1984.
- Der saubere Tod. München 1987.
- Proteus der Pilger. Mitteldeutscher Verlag, Halle 1993; als Taschenbuch: Rowohlt, Reinbek 1995, ISBN 3-499-13536-1.
- Barfuß. Novelle, Kiepenheuer und Witsch, Köln 1995, ISBN 3-462-02399-3, DNB 7607011-6.
- Terror in Normalien. Komödie, Hunzinger Bühnenverlag, Bad Homburg vor der Höhe 1995.
- Der Kommunist vom Montmartre und andere Geschichten. Kiepenheuer und Witsch, Köln 1997, ISBN 3-462-02610-0.
- Ein Garten im Norden. Ullstein, Berlin 1998, ISBN 3-550-08265-7; als Taschenbuch: dtv 12890, München 2001, ISBN 3-423-12890-9.
- Der König von Korsika. Roman. DVA, Stuttgart/München 2001, ISBN 3-421-05448-7; als Taschenbuch: btb, München 2010, ISBN 978-3-442-74014-7.
- Das Tier, das weint. Libanesisches Reisetagebuch. DVA, München 2004, ISBN 3-421-05820-2.
- Karlmann. btb, München 2007, ISBN 978-3-442-73923-3.
- Aufgehoben. Kleines Mainzer Brevier. Schmidt, Mainz 2008, ISBN 978-3-87439-766-7.
- Das Amerikanische Hospital. Roman. Deutsche Verlags-Anstalt, München 2010, ISBN 978-3-421-04390-0.
- Luca Puck und der Herr der Ratten. Dressler, Hamburg 2012, ISBN 978-3-7915-1170-2 (Jugendbuch).
- Michael Kleeberg im Gespräch. Wehrhahn, Hannover 2013, ISBN 978-3-86525-338-5.
- Vaterjahre. Roman. Deutsche Verlags-Anstalt, München 2014, ISBN 978-3-421-04355-9.
- Der Idiot des 21. Jahrhunderts. Ein Divan. Galiani, Berlin 2018, ISBN 978-3-86971-139-3; Rezension von Maike Albath im Deutschlandfunk, Büchermarkt – Buch der Woche vom 16. September 2018; Rezension von Erhard Schütz im Tagesspiegel vom 20. August 2018 .
- Glücksritter. Recherche über meinen Vater. Galiani Berlin 2020, ISBN 978-3-86971-140-9; Rezension von Erhard Schütz in Die Zeit .
- Dämmerung. Roman. Penguin-Verlag, München 2023, ISBN 978-3-328-60011-4;

### Übersetzungen
- Jules Barbey d’Aurevilly: Finsternis. Bremen 1999.
- Nicholas Blincoe: Acid killers. München 1998.
- Paul Bowles: Taufe der Einsamkeit. Reiseberichte 1950–1972. (Original Trawels) Liebeskind, München 2012, ISBN 978-3-935890-90-8.
- Herman Charles Bosman: Mafeking Road. Frankfurt 2010.
- Pascal Bruckner: Diebe der Schönheit. Berlin 1998.
- Paule Constant: Sex und Geheimnis. Frankfurt am Main 2003.
- Paule Constant: Vertrauen gegen Vertrauen. Frankfurt am Main 1999.
- Virginie Despentes: Pauline und Claudine. Reinbek bei Hamburg 2001.
- John Dos Passos: Das Land des Fragebogens. Frankfurt am Main 1997.
- Jean-Louis Fetjaine: Vor der Elfendämmerung. München 2001.
- Xavier Hanotte: Das Bildnis der Dame in Schwarz. München 1997.
- Xavier Hanotte: Von verschwiegenem Unrecht. München 1999.
- Joris-Karl Huysmans: Zuflucht. Bremen 1998.
- Tim Pears: Der Lauf der Sonne. München 2000.
- Marcel Proust: Combray. München 2002.
- Marcel Proust: Eine Liebe Swanns. München 2004.
- Yves Simon: Die Drift der Gefühle. Halle 1994.
- William Browning Spencer: Annas Schatten. Psychothriller. dtv, München 1999, ISBN 3-423-20248-3.

## Auszeichnungen
- 1996: Anna-Seghers-Preis
- 2000: Lion-Feuchtwanger-Preis
- 2008: Mainzer Stadtschreiber
- 2008: Irmgard-Heilmann-Preis
- 2011: New-York-Stipendium des Deutschen Literaturfonds
- 2011: Evangelischer Buchpreis für Das Amerikanische Hospital
- 2012: Saarländischer Kinder- und Jugendbuchpreis für Luca Puck und der Herr der Ratten
- 2015: Friedrich-Hölderlin-Preis der Stadt Bad Homburg[19]
- 2015: HamburgLesen 2015[20]
- 2016: Literaturpreis der Konrad-Adenauer-Stiftung[21]
- 2017: Kulturpreis der Stadt Böblingen
- 2017: Gustav-Regler-Preis der Kreisstadt Merzig
- 2017: Frankfurter Poetikdozentur
- 2025: Preis der Internationalen Hermann Hesse Gesellschaft[22]